# Dylan Batubinsika
Dylan Batubinsika (Cergy-Pontoise, 15 febbraio 1996) è un calciatore francese naturalizzato congolese (Repubblica Democratica del Congo), difensore del Saint-Étienne e della nazionale congolese.

## Caratteristiche tecniche
Batubinsika è un difensore centrale, in grado di agire da terzino destro.

## Carriera

### Club
Muove i suoi primi passi nelle giovanili del Paris Saint-Germain. Il 13 luglio 2017 viene tesserato dall'Anversa, con cui vince la Coppa del Belgio nel 2020. Il 23 luglio 2021 firma un quadriennale con il Famalicão, nel campionato portoghese. Il 31 agosto 2022 passa in prestito con diritto di riscatto al Maccabi Haifa.

### Nazionale
Dopo aver giocato nelle nazionali giovanili francesi Under-16 ed Under-20 ha scelto di rappresentare la Repubblica Democratica del Congo, con la cui nazionale maggiore ha esordito nel 2023, anno in cui è inoltre stato convocato per la Coppa d'Africa.

## Statistiche

### Presenze e reti nei club
Statistiche aggiornate al 19 gennaio 2025.
| Stagione                     | Squadra                      | Campionato                   | Campionato | Campionato | Coppe nazionali | Coppe nazionali | Coppe nazionali | Coppe continentali | Coppe continentali | Coppe continentali | Altre coppe | Altre coppe | Altre coppe | Totale | Totale |
| Stagione                     | Squadra                      | Comp                         | Pres       | Reti       | Comp            | Pres            | Reti            | Comp               | Pres               | Reti               | Comp        | Pres        | Reti        | Pres   | Reti   |
| ---------------------------- | ---------------------------- | ---------------------------- | ---------- | ---------- | --------------- | --------------- | --------------- | ------------------ | ------------------ | ------------------ | ----------- | ----------- | ----------- | ------ | ------ |
| 2013-2014                    | Paris Saint-Germain 2        | CFA                          | 1          | 0          | -               | -               | -               | -                  | -                  | -                  | -           | -           | -           | 1      | 0      |
| 2014-2015                    | Paris Saint-Germain 2        | CFA                          | 8          | 1          | -               | -               | -               | -                  | -                  | -                  | -           | -           | -           | 8      | 1      |
| 2015-2016                    | Paris Saint-Germain 2        | CFA                          | 20         | 0          | -               | -               | -               | -                  | -                  | -                  | -           | -           | -           | 20     | 0      |
| 2016-2017                    | Paris Saint-Germain 2        | CFA                          | 23         | 1          | -               | -               | -               | -                  | -                  | -                  | -           | -           | -           | 23     | 1      |
| Totale Paris Saint-Germain 2 | Totale Paris Saint-Germain 2 | Totale Paris Saint-Germain 2 | 52         | 2          |                 | -               | -               |                    | -                  | -                  |             | -           | -           | 52     | 2      |
| 2017-2018                    | Anversa                      | D1                           | 23+9       | 0          | CB              | 1               | 0               | -                  | -                  | -                  | -           | -           | -           | 33     | 0      |
| 2018-2019                    | Anversa                      | D1                           | 10+1       | 0          | CB              | 1               | 0               | -                  | -                  | -                  | -           | -           | -           | 12     | 0      |
| 2019-2020                    | Anversa                      | D1                           | 4          | 0          | CB              | 1               | 0               | UEL                | 4                  | 1                  | -           | -           | -           | 9      | 1      |
| 2020-2021                    | Anversa                      | D1                           | 23+3       | 3          | CB              | 2               | 0               | UEL                | 3                  | 0                  | -           | -           | -           | 31     | 3      |
| Totale Anversa               | Totale Anversa               | Totale Anversa               | 73         | 3          |                 | 5               | 0               |                    | 7                  | 1                  |             | -           | -           | 85     | 4      |
| 2021-2022                    | Famalicão                    | PL                           | 20         | 1          | CP+CdL          | 1+2             | 0               | -                  | -                  | -                  | -           | -           | -           | 23     | 1      |
| ago. 2022                    | Famalicão                    | PL                           | 2          | 0          | CP+CdL          | 0               | 0               | -                  | -                  | -                  | -           | -           | -           | 2      | 0      |
| Totale Famalicão             | Totale Famalicão             | Totale Famalicão             | 22         | 1          |                 | 3               | 0               |                    | -                  | -                  |             | -           | -           | 25     | 1      |
| ago. 2022-2023               | Maccabi Haifa                | Lh                           | 17+8       | 2          | CI+CdL          | 3+0             | 0               | UCL                | 5                  | 0                  | SI          | -           | -           | 33     | 2      |
| 2023-2024                    | Saint-Étienne                | L2                           | 26+3       | 1+0        | CF              | 0               | 0               | -                  | -                  | -                  | -           | -           | -           | 29     | 1      |
| 2024-2025                    | Saint-Étienne                | L1                           | 18         | 0          | CF              | 1               | 0               | -                  | -                  | -                  | -           | -           | -           | 19     | 0      |
| Totale Saint-Étienne         | Totale Saint-Étienne         | Totale Saint-Étienne         | 47         | 1          |                 | 1               | 0               |                    | -                  | -                  |             | -           | -           | 48     | 1      |
| Totale carriera              | Totale carriera              | Totale carriera              | 219        | 9          |                 | 12              | 0               |                    | 12                 | 1                  |             | -           | -           | 243    | 10     |

### Cronologia presenze e reti in nazionale
| Cronologia completa delle presenze e delle reti in nazionale ― RD del Congo | Cronologia completa delle presenze e delle reti in nazionale ― RD del Congo | Cronologia completa delle presenze e delle reti in nazionale ― RD del Congo | Cronologia completa delle presenze e delle reti in nazionale ― RD del Congo | Cronologia completa delle presenze e delle reti in nazionale ― RD del Congo | Cronologia completa delle presenze e delle reti in nazionale ― RD del Congo | Cronologia completa delle presenze e delle reti in nazionale ― RD del Congo | Cronologia completa delle presenze e delle reti in nazionale ― RD del Congo |
| Data                                                                        | Città                                                                       | In casa                                                                     | Risultato                                                                   | Ospiti                                                                      | Competizione                                                                | Reti                                                                        | Note                                                                        |
| --------------------------------------------------------------------------- | --------------------------------------------------------------------------- | --------------------------------------------------------------------------- | --------------------------------------------------------------------------- | --------------------------------------------------------------------------- | --------------------------------------------------------------------------- | --------------------------------------------------------------------------- | --------------------------------------------------------------------------- |
| 14-6-2023                                                                   | Douala                                                                      | RD del Congo                                                                | 1 – 0                                                                       | Uganda                                                                      | Amichevole                                                                  | -                                                                           |                                                                             |
| 18-6-2023                                                                   | Libreville                                                                  | Gabon                                                                       | 0 – 2                                                                       | RD del Congo                                                                | Qual. Coppa d'Africa 2023                                                   | -                                                                           | 59’                                                                         |
| 9-9-2023                                                                    | Kinshasa                                                                    | RD del Congo                                                                | 2 – 0                                                                       | Sudan                                                                       | Qual. Coppa d'Africa 2023                                                   | -                                                                           |                                                                             |
| 13-10-2023                                                                  | Murcia                                                                      | Nuova Zelanda                                                               | 1 – 1                                                                       | RD del Congo                                                                | Amichevole                                                                  | -                                                                           |                                                                             |
| 6-1-2024                                                                    | Dubai                                                                       | RD del Congo                                                                | 0 – 0                                                                       | Angola                                                                      | Amichevole                                                                  | -                                                                           | 46’                                                                         |
| 21-1-2024                                                                   | San-Pédro                                                                   | Marocco                                                                     | 1 – 1                                                                       | RD del Congo                                                                | Coppa d'Africa 2023 - 1º turno                                              | -                                                                           | 46’                                                                         |
| 24-1-2024                                                                   | Korhogo                                                                     | Tanzania                                                                    | 0 – 0                                                                       | RD del Congo                                                                | Coppa d'Africa 2023 - 1º turno                                              | -                                                                           |                                                                             |
| 28-1-2024                                                                   | San-Pedro                                                                   | Egitto                                                                      | 1 – 1 dts (7 – 8 dtr)                                                       | RD del Congo                                                                | Coppa d'Africa 2023 - Ottavi di finale                                      | -                                                                           | 45’ 65’                                                                     |
| 10-2-2024                                                                   | Abidjan                                                                     | Sudafrica                                                                   | 0 – 0 (6 – 5 dtr)                                                           | RD del Congo                                                                | Coppa d'Africa 2023 - Finale 3º posto                                       | -                                                                           |                                                                             |
| 19-11-2024                                                                  | Kinshasa                                                                    | RD del Congo                                                                | 1 – 2                                                                       | Etiopia                                                                     | Qual. Coppa d'Africa 2025                                                   | 1                                                                           |                                                                             |
| 21-3-2025                                                                   | Kinshasa                                                                    | RD del Congo                                                                | 1 – 0                                                                       | Sudan del Sud                                                               | Qual. Mondiali 2026                                                         | -                                                                           |                                                                             |
| 25-3-2025                                                                   | Nouakchott                                                                  | Mauritania                                                                  | 0 – 2                                                                       | RD del Congo                                                                | Qual. Mondiali 2026                                                         | -                                                                           |                                                                             |
| 5-6-2025                                                                    | Orléans                                                                     | RD del Congo                                                                | 1 – 0                                                                       | Mali                                                                        | Amichevole                                                                  | -                                                                           |                                                                             |
| Totale                                                                      |                                                                             | Presenze                                                                    | 13                                                                          |                                                                             | Reti                                                                        | 1                                                                           |                                                                             |

## Palmarès

### Club

#### Competizioni nazionali
- Coppa del Belgio: 1

Anversa: 2019-2020
- Campionato israeliano: 1

Maccabi Haifa: 2022-2023